# Казаров, Амирхан Оганесович
Амирхан Оганесович Казаров (азерб. Əmirxan Ohanesoviç Kazarov, арм. Ամիրխան Հովհաննեսի Գազարով; 1895 — ?) — советский азербайджанский виноградарь, Герой Социалистического Труда (1949).

## Биография
Родился в 1895 году.
В послевоенное время возглавлял бригаду в колхозе имени Ленина Акстафинского района. В 1948 году получил урожай винограда 162,3 центнера с гектара на площади 12,4 гектаров.
Указом Президиума Верховного Совета СССР от 21 июля 1949 года за получение высоких урожаев винограда в 1948 году Казарову Амирхану Оганесовичу присвоено звание Героя Социалистического Труда с вручением ордена Ленина и золотой медали «Серп и Молот».